# Castello di Corniana
Il castello di Corniana era un maniero medievale, che sorgeva su uno sperone di roccia nei pressi della pieve di San Michele Arcangelo a Corniana, piccola frazione di Terenzo in provincia di Parma.

## Storia
L'originaria fortificazione a difesa del borgo fu eretta probabilmente agli inizi del XIII secolo per volere del vescovo di Parma; nel 1218 l'imperatore del Sacro Romano Impero Federico II di Svevia intervenne in una disputa sul possesso del feudo tra la diocesi e il Comune di Parma, assegnando a quest'ultimo il possesso del territorio. Il vescovo Obizzo Fieschi fece appello al papa Onorio III, che l'anno seguente ristabilì l'autorità della diocesi su tutti i territori governati in precedenza; l'accordo tra il Comune e l'autorità episcopale fu ratificato nel 1221.
Nel 1355 la fortezza fu ceduta dal vescovo di Parma Ugolino de' Rossi al nipote Giacomo e al pronipote Bertrando, come compensazione di un debito non onorato. Nel 1400 il papa Bonifacio IX investì ufficialmente del feudo i Rossi.
Agli inizi del XV secolo gli abitanti del borgo costruirono una torre in legno per difendere la zona dalle lotte tra i Rossi e Ottobuono de' Terzi. La rudimentale torre fu poi murata dai Rossi, che ricevettero conferma dei loro diritti sul feudo dal diploma imperiale di Sigismondo di Lussemburgo del 1413.
Nel 1448 il vescovo di Parma Delfino della Pergola tentò di rientrare in possesso di Corniana e di altri castelli un tempo appartenuti alla diocesi, ma non vi riuscì.
Lasciato nel testamento del 1480 di Pier Maria II de' Rossi al figlio Bertrando, che morì senza figli nel 1502, il feudo passò al nipote Troilo I de' Rossi, marchese di San Secondo, i cui eredi ne furono investiti nel 1530 dall'imperatore Carlo V d'Asburgo.
Nel 1666 Scipione I de' Rossi, oberato dai debiti contratti per rientrare in possesso della contea di San Secondo, vendette la rocca di Corniana alla Camera Ducale, che la assegnò nel 1689 ai marchesi Boscoli. Il castello risultava già all'epoca profondamente in rovina, ma una frana intervenne in seguito ad accelerare la già rapida decadenza del maniero.